# Botanophila rubrigena
Botanophila rubrigena este o specie de muște din genul Botanophila, familia Anthomyiidae. A fost descrisă pentru prima dată de Johann Andreas Schnabl în anul 1915. Conform Catalogue of Life specia Botanophila rubrigena nu are subspecii cunoscute.